# Sjef Poort
Sjef Poort (Hilversum, 24 maart 1956 – aldaar, 10 februari 1998) was een Nederlands muzikant en stemacteur.
Een van de bekendste personages die hij van de Nederlandse stem voorzag is Vergeetachtige Jan uit de kinderserie Sesamstraat, waarin Poort daarenboven een van de belangrijkste zangers was. Hij vertolkte ook de stem van Houtekop Harry Hendriks, een van de leerlingen van de school van Roosevelt Jopie. Ook was hij de eerste die de stem van Oscar het Moppermonster uit hetzelfde programma insprak. Hans Boskamp nam Oscar echter al gauw van hem over. Dat de nasale stem die Wim T. Schippers op de Bert en Ernie-plaat "Maak er wat van!" voor het personage Oscar gebruikte, niet lijkt op Boskamps stem komt doordat deze gebaseerd is op Sjef Poorts stemgeluid.